# Карраск, Владимир Константинович
Владимир Константинович Карраск (1928—2004) — конструктор ракетно-космической техники, Заслуженный деятель науки Российской Федерации (1996), лауреат Ленинской (1967) и Государственной (1985) премий СССР, премии Правительства РФ (1997).

## Биография
Родился 5 марта 1928 года в городе Камень-на-Оби Алтайского края в семье учителей.
Окончил среднюю школу (1945, с золотой медалью) и Московский авиационный институт (1951, с отличием), дипломник Владимира Михайловича Мясищева.
Получил направление в ОКБ-23, только что организованное на базе завода № 23 на Филях для создания стратегического межконтинентального турбореактивного бомбардировщика.
При проектировании самолёта М-4 предложил сделать поворотной переднюю пару колес, что стало его первым изобретением. Позднее для сокращения дистанции разбега предложил «вздыбливание» передней тележки для автоматического увеличения угла атаки самолета перед отрывом его от земли.
Для бомбардировщика М-50 разработал инерционный демпфер для предотвращения автоколебаний передней опоры шасси (позднее этот принцип использовался в ракетостроении)
Создал развернутую теорию шасси «велосипедного типа» тяжелых самолетов.
В 1960 году вместе с коллективом института перешёл на ракетную тематику — создание межконтинентальной баллистической ракеты, и возглавил сначала вновь созданный им отдел баллистики, а затем и всё проектно-расчетное направление.
Участвовал в создании ракет «УР-200» (универсальная ракета), «УР-100», «УР-100К», «УР-100Н» и других, ракеты-носителя «Протон-К», кораблей «Космос», станций «Салют», модулей станций «Мир», «Заря» и «Звезда».
В 1993—2004 гг. первый заместитель Генерального конструктора КБ «Салют» Государственного космического научно-производственного центра имени М. В. Хруничева.
Заслуженный деятель науки Российской Федерации (1996), лауреат Ленинской премии (1967) и Государственной премии СССР (1985), премии Правительства РФ (1997). Награждён орденами Ленина (1967), «За заслуги перед Отечеством» IV степени (2002), медалями.
Умер 13 марта 2004 года, похоронен на Троекуровском кладбище.
Жена — Карраск Зоя Клавдиевна (1930-2019), инженер-конструктор по летательным аппаратам. Дочери: Мария (1956) и Ольга (1961).